# Ava, Riko, Téo
 (septembre 2012).
Si vous disposez d'ouvrages ou d'articles de référence ou si vous connaissez des sites web de qualité traitant du thème abordé ici, merci de compléter l'article en donnant les références utiles à sa vérifiabilité et en les liant à la section « Notes et références ».
Ava, Riko, Téo est une série télévisée d'animation franco-sud-coréenne réalisée par Prakash Topsy de 6 minutes, produite par Moonscoop, Characterplan, EBS et France 5, diffusée depuis le 10 novembre 2007 sur France 5 dans Debout les Zouzous, et en Corée du sud sur EBS en 2009.

## Synopsis
La série met en scène Ava la girafe, Riko le lapin et Téo l'ours, des animaux faits de papier et vivant dans un monde lui-même fait de découpages de papiers colorés. Les histoires sont narrées par deux enfants. Chaque épisode se termine sur un petit tutoriel pour réaliser un animal ou un décor en papier.

## Distribution
- Sophie Arthuys : Ava
- Marie-Laure Beneston : Riko
- Nathalie Homs : Téo
- Audrey Pic : le petit garçon narrateur
- Emmylou Homs : la petite fille narratrice
- Thierry Kazazian : voix additionnelles

Direction artistique: Bernard Jung

## Épisodes

### Saison 1 (2007-2008)
1. Migrateurs
2. La banquise
3. Le palais des 1001 nuits
4. Les petits perroquets
5. La tortue
6. Les marins pêcheurs
7. La collecte des coquillages
8. Le gros dodo du loir
9. Un nuage dans la tête
10. Les moutons
11. La carotte
12. La fourmilière
13. La salade de fruits géante
14. L'arc-en-ciel
15. Les arbres de Noël
16. Les ombres chinoises
17. Cache-cache
18. Une sacrée partie
19. La fanfare
20. Les postiers
21. Les prunes
22. La carte au trésor
23. Le spectacle
24. Le lion
25. Les fraises de Mars
26. La déclaration
27. L'orage
28. Le hoquet
29. Une pluie d'étoiles
30. Amouuur !
31. La montgolfière
32. La diva
33. Avec une plume
34. La photo
35. L'enquête gourmande
36. Le bal des lucioles
37. Un hippopotame inconsolable
38. Sur les nuages
39. La nuit d'été
40. Le cochon poule
41. L'adoption
42. Les artistes peintres
43. Kidioui
44. On fait la course ?
45. Le hérisson
46. La princesse
47. Le sauvetage
48. Une histoire de nez
49. La sorcière de la plage
50. Le caméléon
51. À la conquête de l'est
52. Attention naissance !
53. Dis, tu joues avec moi ?
54. Les imitateurs
55. Le nénuphar et la grenouille
56. La théière magique
57. La sécheresse
58. Le silence de Riko
59. Au loup !
60. Un monde plein de couleurs
61. Qui a osé ?
62. Le grand coup de vent
63. Comme un oiseau
64. La visite Pouet Pouet
65. Le roi ours

### Saison 2 (2013)
1. Le petit point rouge
2. Les couleurs
3. Une idée lumineuse
4. Un drôle d'os
5. À la recherche du caméléon
6. La toile de Mira
7. Oeson, l'apprenti magicien
8. Un pré pour deux
9. Tous réunis
10. Le roi solitaire
11. Vivement le printemps
12. Surprise
13. Méli-mélo
14. Cherche maison
15. La récolte
16. L'arbre sans feuille
17. L'ombre de Riko
18. Bon anniversaire Riko
19. Si j'étais toi
20. Silence
21. L'autruche qui rêvait de voler
22. Toi et moi
23. Un parfum de campagne
24. Trois singes gourmands
25. Un ami kangourou
26. Le castor
27. La chenille
28. Plus de miel !
29. S'il te plaît
30. Quelle chance !
31. La danse du zèbre
32. Allons à la mer !
33. Les petits lapins
34. Quel flair !
35. Une leçon de ski
36. Bébé chouette
37. Un fantôme farceur
38. Le saumon
39. La danse du crabe